# Anse de Mancel
L'anse de Mancel (parfois désignée sous le nom d'anse du Bill) est une vasière littorale du golfe du Morbihan, située sur la commune de Séné (Morbihan), à l'est de Vannes. D'une superficie de 66 hectares, elle possède un double intérêt écologique et patrimonial.

## Géographie
L'anse de Mancel est située au sud de la commune de Séné. Elle est séparée du golfe par la pointe du Bill et par la presqu'île de la Villeneuve, dont les extrémités sont distantes de 300 mètres environ. Elle comprend une île, l'île de Mancel. Les villages de Moustérian et de Montsarrac sont situés de part et d'autre de l'anse.

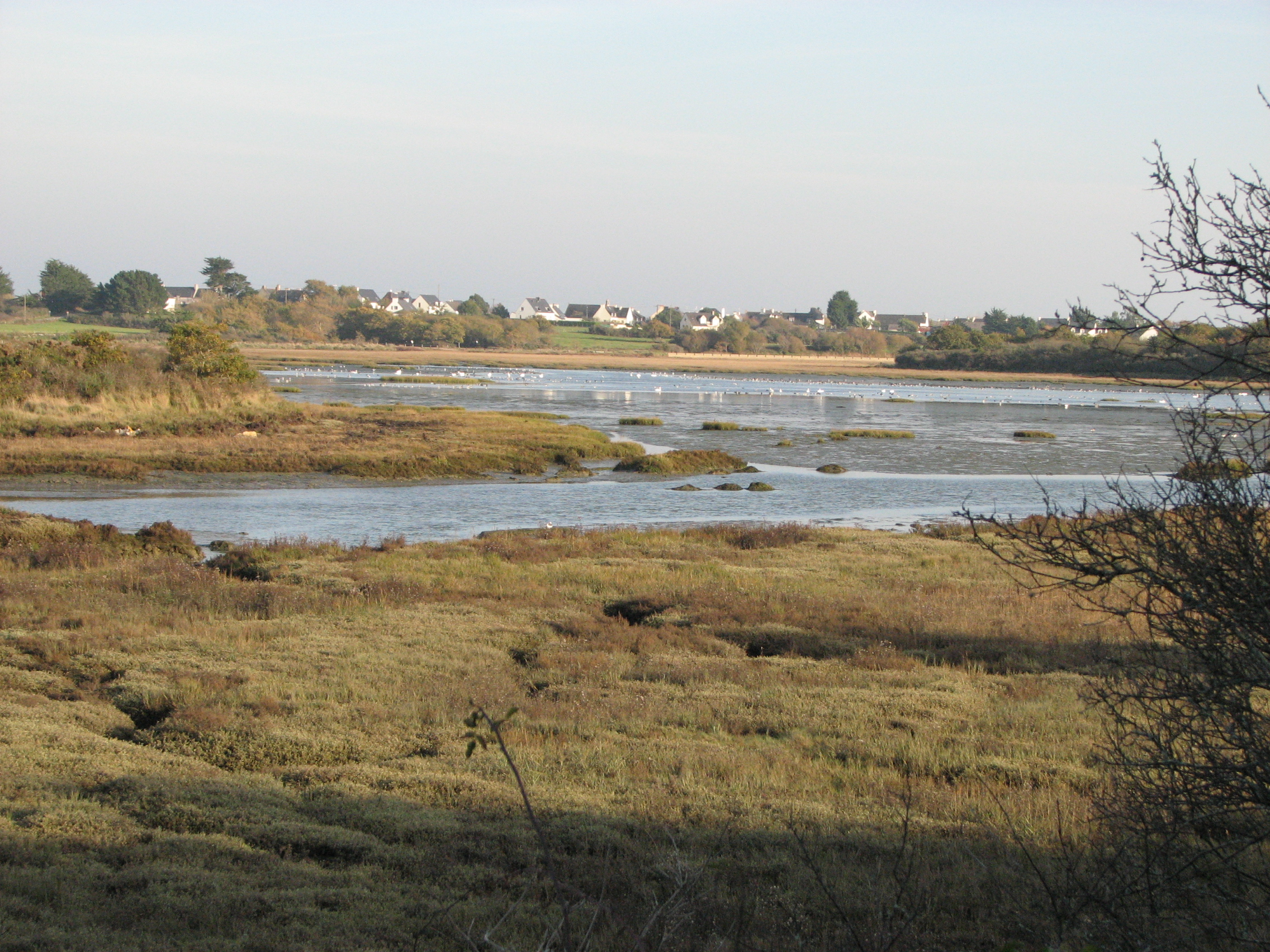
Partie nord-ouest de l'anse de Mancel.
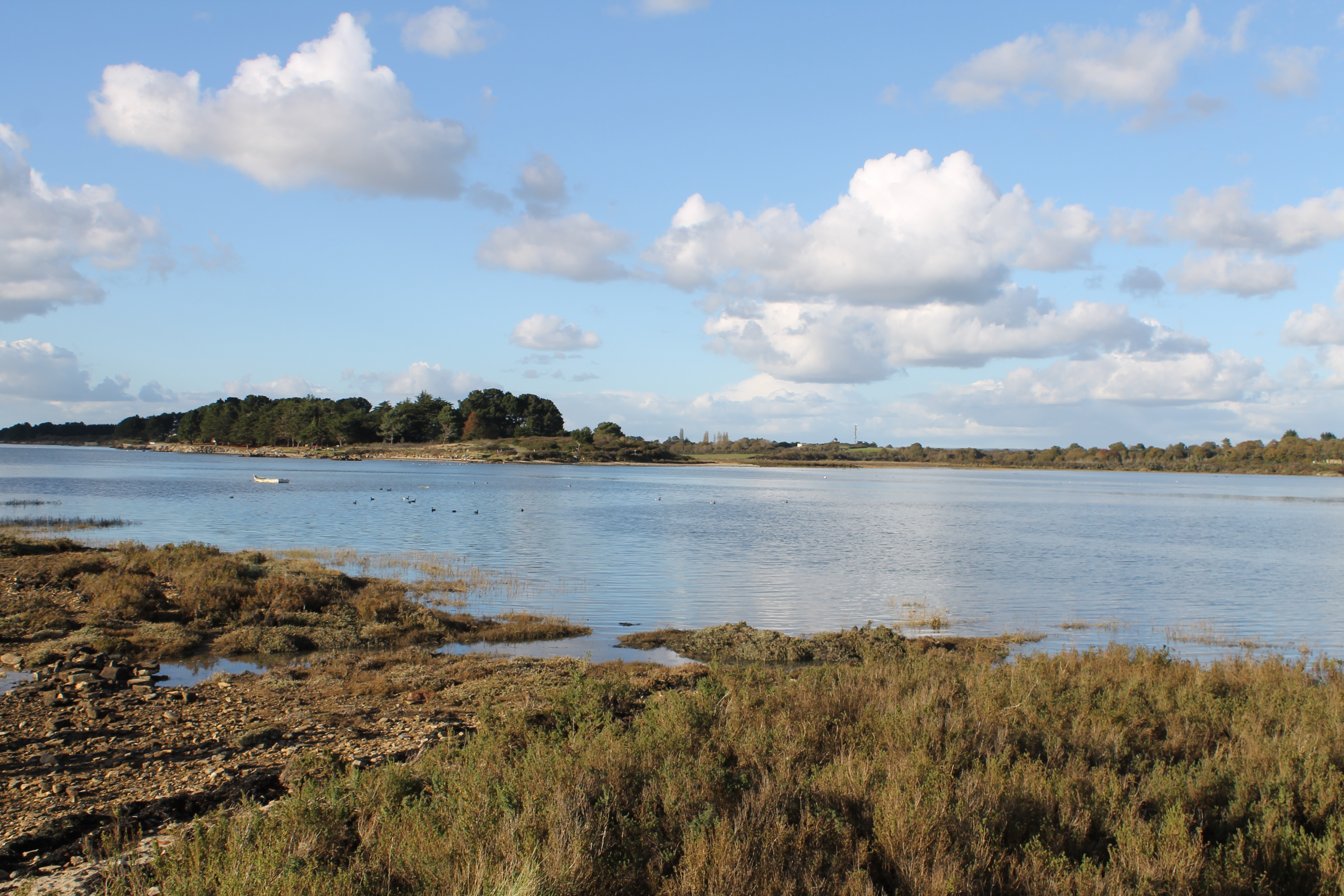
Anse de Mancel vue de la presqu'île de la Villeneuve

## Écologie
L'anse de Mancel, tributaire des marées, est presque entièrement émergée à marée basse et totalement immergée lors des grandes marées. Elle est riche en zostères qui attirent les oiseaux aquatiques, tels que les bernaches, les tadornes, les cygnes et les aigrettes. L'ibis sacré y est également fréquent depuis son introduction accidentelle dans le golfe.

### Protection
Le Conservatoire du littoral est propriétaire de l'anse de Mancel ainsi que de quelques parcelles des Marais de Séné tout proches.
La pêche à pied est interdite sur le pourtour de l'anse.
C'est l'une des deux « zones de protection des herbiers de zostères » du golfe du Morbihan. Elle fait aussi partie d'une zone de protection spéciale (oiseaux).

## Poldérisation
L'anse de Mancel a été poldérisée au milieu du XIXe siècle dans le but d'augmenter la surface des terres agricoles. Une première tentative avait déjà eu lieu en 1770, mais c'est en 1830 que la construction de deux digues a permis d'assécher l'anse.

### Digues
Édouard Lorois, préfet du Morbihan de 1830 à 1848, fit construire deux digues permettant de fermer l'anse de Mancel. La plus grande, qui relie la pointe du Bill à l'île Béchit (ou Bechic), mesure 200 mètres de longueur, pour une largeur de 15 à 20 m. La petite digue relie l'îlot à l'extrémité de la presqu'île de la Villeneuve, sur 20 mètres environ. L'endiguement permet de créer un domaine agricole de 66 hectares.

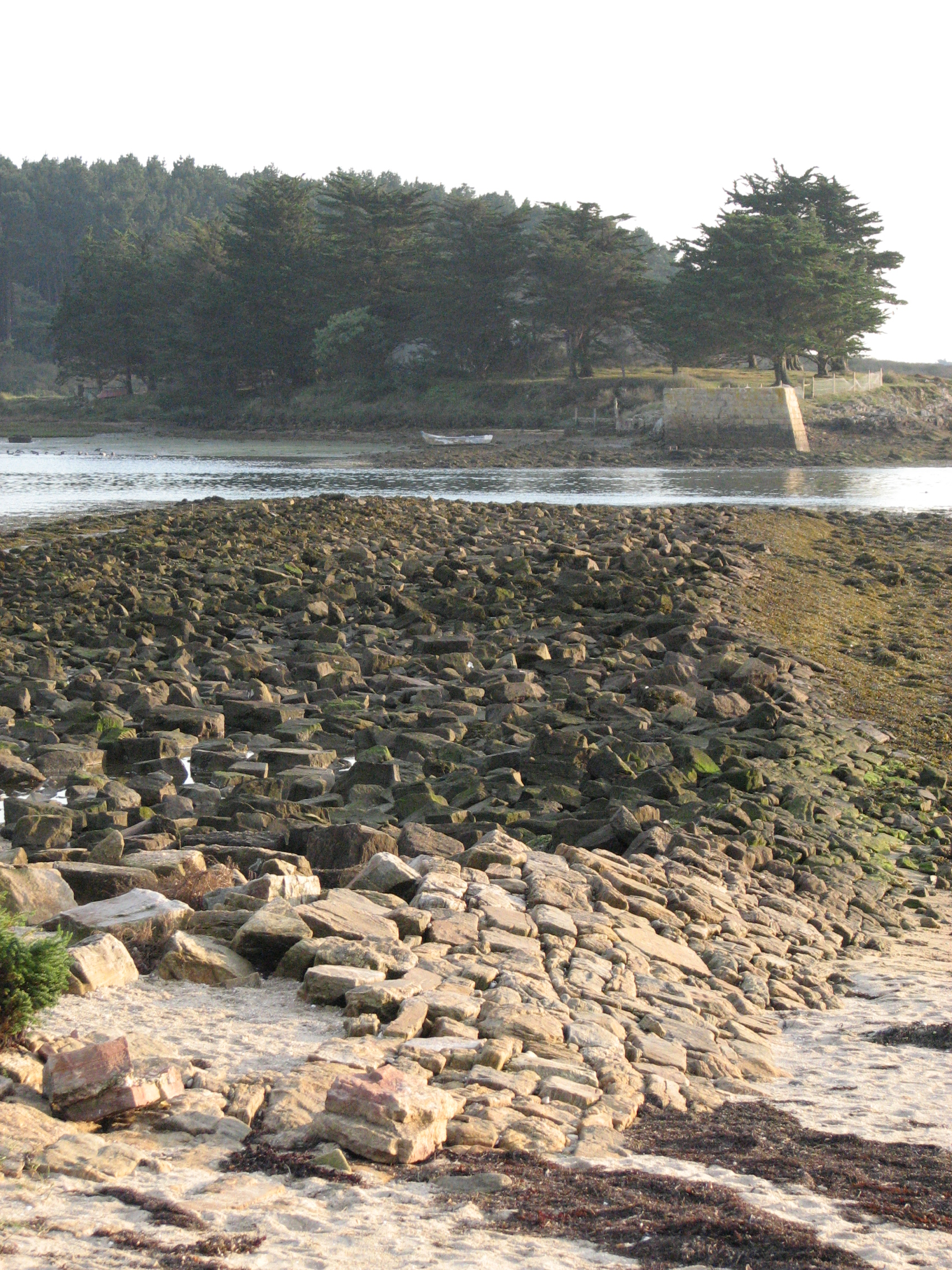
Vestiges des anciennes digues séparant l'anse de Mancel (à gauche) du golfe (à droite).

Abandonné pendant la Première Guerre mondiale, le dispositif est affaibli, si bien qu'en 1925, les digues sont endommagées par une tempête qui noie les terres agricoles. En 1934, après un changement de propriétaire, la digue est réparée, mais une nouvelle tempête la détruit en 1937, ce qui conduit à son abandon.